# Delden
Pour les articles homonymes, voir Delden (homonymie).
Delden est un village situé dans la commune néerlandaise de Hof van Twente, dans la province d'Overijssel. En 2009, le village comptait 7 080 habitants.
Delden était une commune éphémère jusqu'au 1er juillet 1818. À cette date, la commune fut coupée en deux : Stad Delden, la ville ; et Ambt Delden, la campagne.

## Histoire
La plus ancienne mention de Delden remonte à 1036. Ensuite, l'évêque Meinwerk de Paderborn a fait don, entre autres, du praedium Theldene au stift de Busdorf (nl) qu'il a fondée près de Paderborn. Des listes de biens ultérieures montrent que ce domaine était un tribunal avec 30 héritiers serfs. Cependant, toutes les fermes n'étaient pas à Delden, au moins une ferme était à Driene, une autre à Twekkelo. Delden n'était probablement qu'un quartier à cette époque, l'actuel Deldeneresch (nl). En 1239, le monastère vendit l'ensemble à Johannes van Ahaus.
En 1118 l'église de Delden est mentionnée pour la première fois. L'évêque d'Utrecht en a fait don avec l'église d'Enschede au chapitre de Saint-Pierre d'Utrecht (nl). Celui-ci vendit les droits de Delden en 1294 au chapitre de Saint-Lebuinus de Deventer. Les fragments de construction les plus anciens de l'église actuelle, la vieille église Saint-Blasius (nl), l'Oude Blasiuskerk, datent du XIIe siècle.
Une colonie d'artisans et de marchands est née dans le quartier de Delden. Au XIIIe ou au début du XIVe siècle, ce village acquit certains privilèges. Ces droits ont été confirmés en 1322 par l'évêque Frédéric de Sirk, lorsque les habitants de Delden ont déplacé leur village ou leur ville pour mieux la défendre. La ville a été reconstruite autour de l'église existante. En 1333, Delden reçut les mêmes droits urbains qu'Oldenzaal.
Delden était une petite ville fortifiée avec deux portes : la Goorsepoort à l'ouest et la Woolderpoort à l'est. La ville avec ses douves est clairement visible sur la carte réalisée par Jacob van Deventer. Il ne reste rien des fortifications d'origine. Les vestiges des douves de la ville ont été comblés à la fin du XIXe siècle. Cependant, la forme et l'emplacement des anciennes défenses peuvent être déduits du tracé des rues Noord- et Zuidwal et Noorder- en Zuiderhagen.
Lors de la révolte hollandaise en 1583 et 1584, Delden fut prise, pillée et incendiée par les troupes hollandaises. En 1655, un incendie majeur de la ville détruit 120 bâtiments, dont l'hôtel de ville, la maison d'hôtes et un atelier. La Vieille Église (Oude Kerk) est le seul bâtiment encore existant qui a survécu à cet incendie urbain.
En 1886, le baron van Heeckeren van Wassenaer fait réaliser des forages d'eau potable sur le domaine de Twickel. Ces excavations sont tombés par hasard sur des couches de sel. Ce fut la première découverte de sel sur le sol néerlandais. Jusque-là, le sel provenait principalement d'Allemagne. Lorsque l'importation de sel devint difficile pendant la Première Guerre mondiale, il fut décidé en 1918 d'extraire du sel pour le marché néerlandais. Delden possède un musée du sel, le Zoutmuseum (nl) depuis 1985, qui a été inauguré par la reine Beatrix.
Le baron Van Heeckeren fit également construire le château d'eau et poser les conduites d'eau vers et dans Delden. En guise de remerciement, la bourgeoisie lui a offert le monument Van Heeckeren van Wassenaer, une nouvelle pompe de la ville avec deux lanternes sur le dessus et deux têtes de lions de chaque côté. Il a été enterré dans la crypte de la famille Van Heeckeren van Wassenaer au cimetière général. Le monument et la crypte ont été désignés monument national.
Le château de Twickel est situé à deux kilomètres au nord de la ville. Les seigneurs de Twickel ont toujours eu beaucoup d'influence à Delden. Par exemple, jusqu'en 1922, ils avaient le droit de collation "jus patronatus" pour désigner le pasteur.

## Galerie

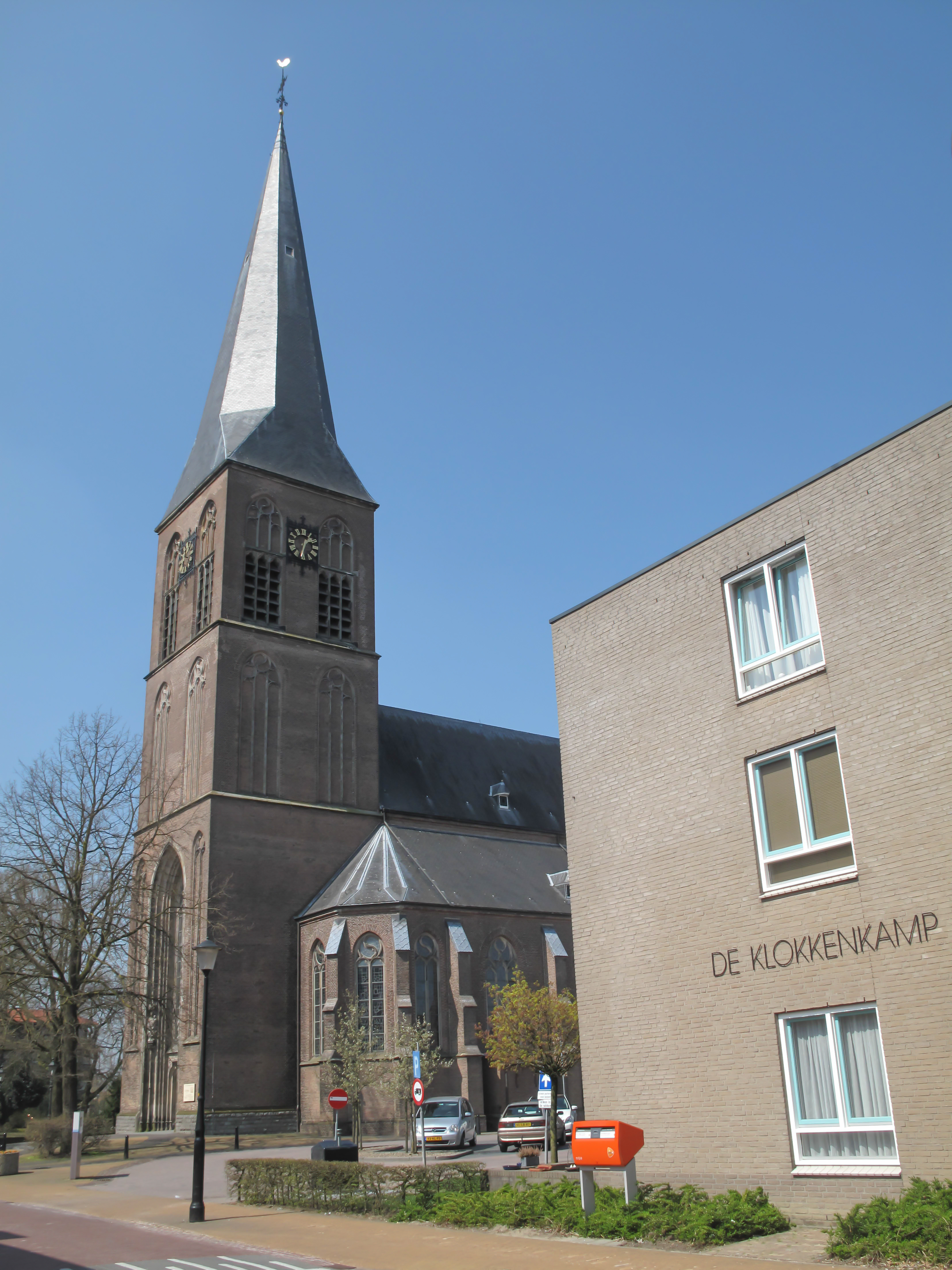
Église: de Nieuwe Blasiuskerk
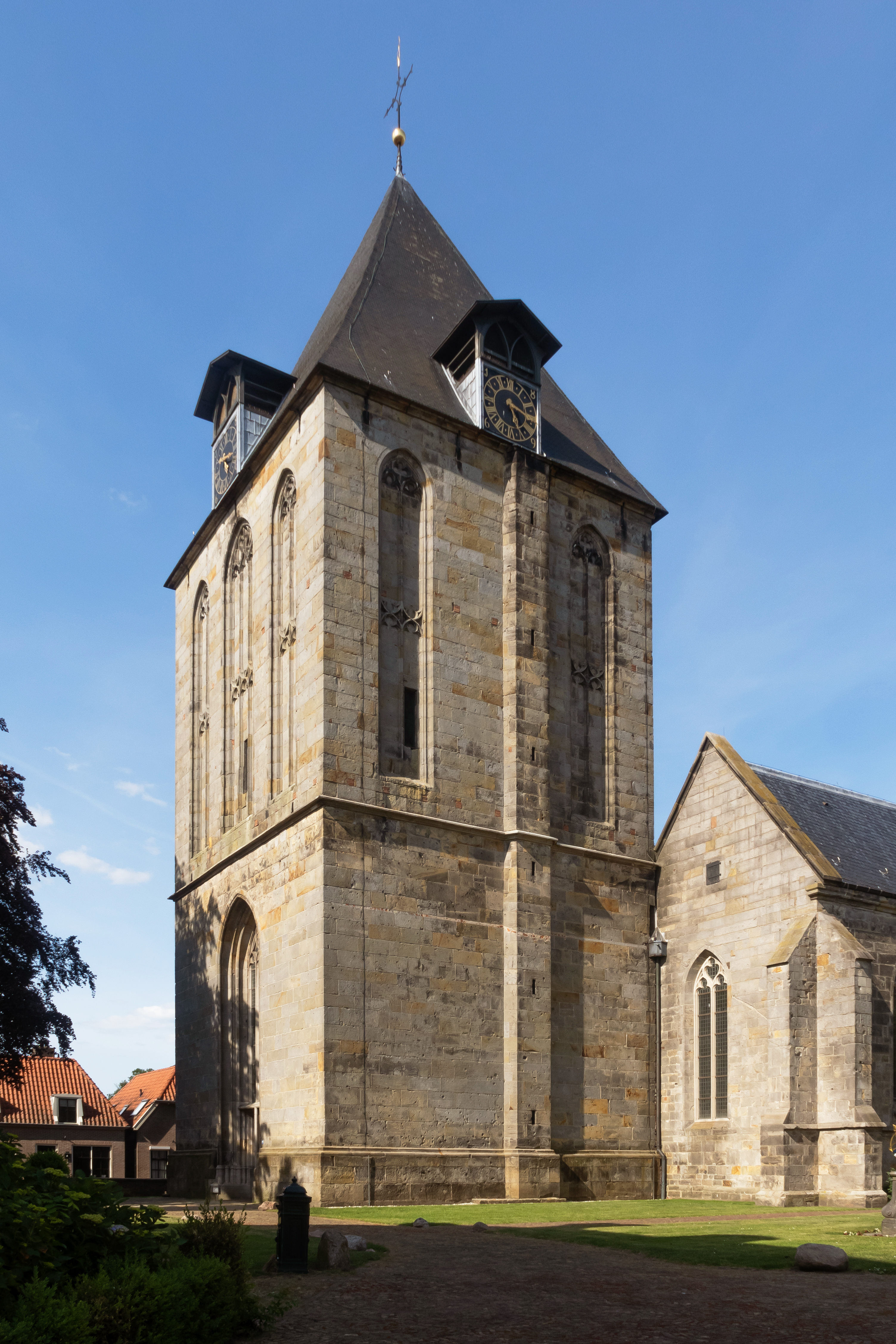
Église: de Blasiuskerk
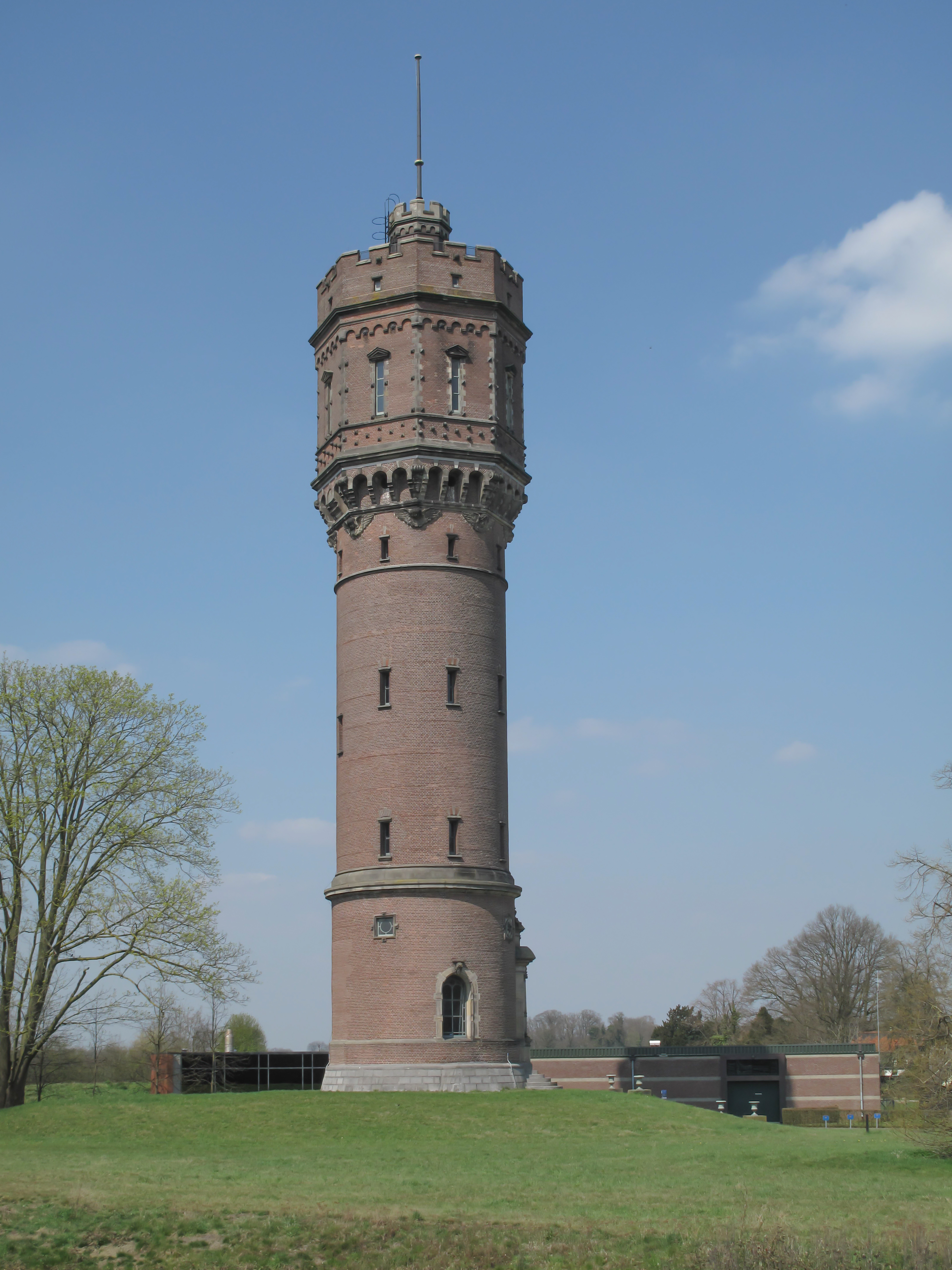
Château d'eau
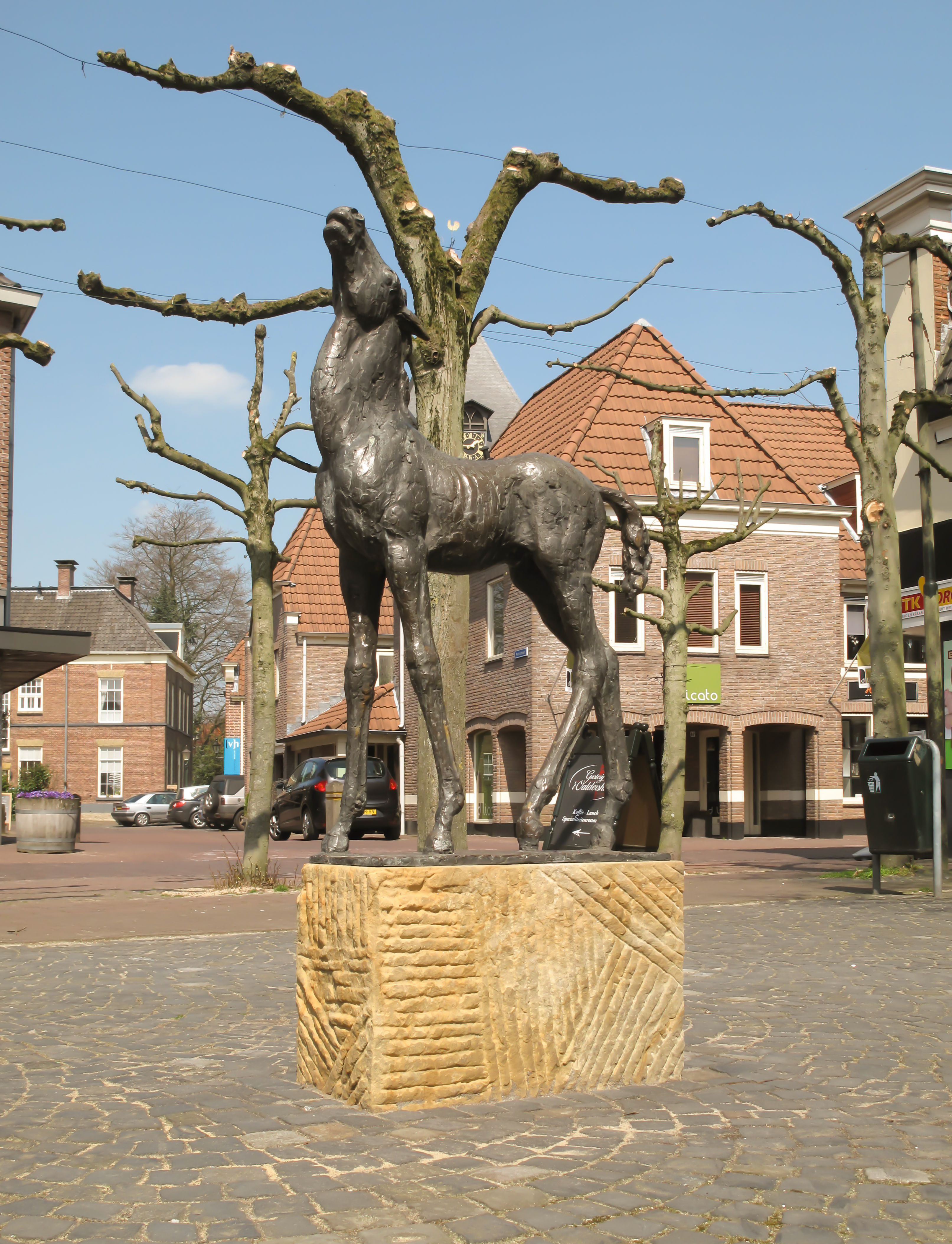
Sculpture au Keszthelyhof